# Mirosternus denudatus
Mirosternus denudatus är en skalbaggsart som beskrevs av Perkins 1910. Mirosternus denudatus ingår i släktet Mirosternus och familjen trägnagare. Inga underarter finns listade i Catalogue of Life.